# Will Wood
Will Wood (Glen Rock, 26 giugno 1993) è un cantautore, compositore e regista statunitense.

## Stile
Il suo stile, principalmente pianistico, cambia spesso da una canzone all'altra, con influenze direttamente da folk, pop, rock, musica latina e klezmer. Quando registra in studio o fa spettacoli live è solitamente accompagnato dalla band "The Tapeworms", con il chitarrista Mike Bottiglieri, il sassofonista Matt Berger, il batterista Mario Conte e il bassista Vater Boris.

## Vita Privata
Will Wood è stato considerato solitario, e non usa social media. Non rivela molto della sua vita privata, e agli inizi della sua carriera, occasionalmente, romanzava la sua vita in interviste, apparenze pubbliche o sul palco.
Will Wood è però sempre stato molto aperto riguardo ai suoi problemi con la dipendenza dalla droga e i suoi disturbi mentali, da cui ha iniziato a guarire dall'inizio della sua carriera, ed essendo più tardi diagnosticato con il disturbo bipolare e disturbo borderline della personalità , condizioni che menziona indirettamente in alcune sue canzoni. A questo proposito, Wood ha evidenziato la pressione che avverte nel contribuire alla medicalizzazione eccessiva dell'esperienza umana e nel fungere da esempio per chi soffre delle stesse problematiche: "D'un tratto, devo essere un modello o un esempio comportamentale. Di conseguenza non posso nemmeno dare un'immagine negativa delle persone borderline, ed è davvero una sfida. Il disturbo borderline è davvero difficile, non è piacevole, credetemi, ne soffro io stesso." Tuttavia, Wood dona parti dei suoi guadagni a vari enti di beneficenza per la salute mentale, dicendo: "Sono migliorato molto. Voglio provare a fare qualcosa che possa aiutare gli altri a migliorare."

## Pubblicazioni
Will Wood ha iniziato a produrre musica sotto il nome "Will Wood and the Tapeworms" nel 2015. Sotto questo nome ha pubblicato due album in studio: Everything Is A Lot (2015) e Self-iSH (2016), e l'album live The Real Will Wood (2018), che ha poi fatto da colonna sonora nel suo omonimo falso documentario musicale, pubblicato nel 2020.
Nel 2019 ha iniziato una raccolta fondi per la pubblicazione di The Normal Album, raccogliendo $27,631 e pubblicando l'album l'anno successivo.
A metà 2021 ha rilasciato un album chiamato Camp Here & There (Original Series Soundtrack), che per l'appunto contiene sottofondi musicali composti da lui ed inseriti nel podcast di commedia horror Camp Here & There .
Nel settembre 2021 ha rilasciato il singolo Sex, Drugs, Rock ‘n’ Roll, un pezzo che parla dei suoi problemi nell'essere un personaggio pubblico. Nel video musicale lo si può osservare intento a tirare pomodori ad una versione comicamente esagerata di sé stesso, per poi rompere la quarta parete, rivelando lui ridente dietro la videocamera, che ride imbarazzato al suo stesso prodotto. In un'intervista successiva alla pubblicazione del singolo, spiega che il singolo non serve solo a dire "la pubblicità mi sta uccidendo", ma che è difficile diventare una persona più sana e migliore quando hai difficoltà ad essere una persona in sé per sé.
Per il suo prossimo album in studio, che originariamente doveva essere chiamato In Case I Die ma che è poi stato cambiato in In Case I Make It, ha iniziato una nuova campagna fondi su Indiegogo nell'ottobre 2021. Ha descritto l'album dicendo che è il più personale a lui tra quelli prodotti fino ad allora, dicendo: "Ho sempre cercato di reinventarmi costantemente come artista, direi. Ma questa volta è diverso, perché per mancanza di una frase meno drammatica... Mi sono totalmente reinventato come persona. Non potrei essere più diverso di quanto non fossi anche solo un anno o due fa".
Sei singoli da In Case I Make It, sono stati rilasciati prima dell'uscita completa dell'album, tra cui You Liked This (Okay, Computer!) , una traccia di umorismo nero, parlata, riguardante le piattaforme di social media. La voce della traccia è la doppiatrice Bev Standing, la cui voce è stata presumibilmente usata dalla piattaforma TikTok per la sua funzione text-to-speech. Nel Luglio del 2022, l'album è stato interamente pubblicato. Nello stesso anno, Wood ha rilasciato un singolo intitolato Ferryman in collaborazione con Shayfer James, incluso anche nell'album Shipwreck di Shayfer James pubblicato il 10 marzo 2023.
Il 1º settembre 2022, Wood è apparso nel singolo Wealth & Hellness degli Human Zoo, il quale è stato successivamente incluso in un album omonimo, Wealth & Hellness, pubblicato il 5 ottobre 2022. 
Il 13 gennaio 2023, Wood ha pubblicato l'album IN CASE I DIE:, una compilation dal vivo di canzoni registrate nelle date del tour statunitense nel 2022. Secondo un post sul blog di V13, dopo l'uscita, avrebbe iniziato una "pausa a tempo indeterminato o possibile ritiro dalla [sua] carriera musicale". 
Il 12 giugno 2024, Wood, in collaborazione con Human Zoo, ha pubblicato la canzone intitolata Aphrodite, Your Electric Sexiness (Upgrade) che è una versione dell'omonima canzone di Human Zoo (esclusa la parte "(Upgrade)") che include Will Wood.

## Discografia
Album da solista
- The Normal Album (2020)
- In Case I Make It, (2022)
- IN CASE I DIE: (2023)
- The New Normal! (2024) (Edit di: The Normal Album)

Album con i Tapeworms sotto il nome di "Will Wood and The Tapeworms"
- Everything Is A Lot (2015) (Rimasterizzato: 2020)

- Self-iSH (2016) (Rimasterizzato: 2020)

Colonne Sonore
- The Real Will Wood (Music from the Award-Winning Concert Film) (come Will Wood and the Tapeworms) (2020)

- Camp Here & There (Original Series Soundtrack) (2021)

- Camp Here & There Soundtrack: Campfire Songs Edition (2022)

Singoli
- Alma Mater (2020)
- Love, Me Normally (2020) (da: The Normal Album)
- Laplace's Angel (Hurt People? Hurt People!) (2020) (da: The Normal Album)
- ...Well, Better Than the Alternative (2020) (da: The Normal Album)
- Mr. Fregoli and the Diathesis-Stress Supermodel, Or: How I Learned to Stop Worrying and Love the Con (An Untitled Track) (2020)
- Sex, Drugs, Rock 'n' Roll (2021) (da: In Case I Make It,)

- Your Body, My Temple (2022) (da: Camp Here & There (Original Series Soundtrack)

- Tomcat Disposables (2022) (da: In Case I Make It,)

- Cicada Days (2022) (da: In Case I Make It,)
- You Liked This (Okay, Computer!) (2022) (da: In Case I Make It,)
- Euthanasia (2022) (da: In Case I Make It,)
- White Noise (2022) (da: In Case I Make It,)
- Ferryman (2022)